# 인드리
인드리(Indri indri)는 바바코토(Babakoto)로도 불리며, 현존하는 여우원숭이 중에서 가장 큰 원숭이의 하나이다. 주행성 동물이고, 나무에서 생활하며 시파카원숭이와 밀접한 관계에 있다. 다른 여우원숭이들과 같이 마다가스카르가 원산지이다.